# Gragjanski SK Skoplje
Gragjanski Skopje (makedonski: Гpaѓaнcки Cкoпje, srpski: Гpaђaнcки Cкoпљe, hrvatski: Građanski Skoplje) je bio nogometni klub iz Skoplja.
Osnovan je u svibnju 1922.
Najveći uspjeh ovog kluba je sudjelovanje u dvjema završnicama prvenstva Jugoslavije u nogometu u razdoblju od 1923. do 1940. godine. Između 1941. i 1947. klub se zvao Makedonija Skopje (bugarski: Македония Скопие, makedonski: Македониja Cкoпje).
U prvenstvima Jugoslavije dvaput su bili na završnim natjecanjima. 1935./36. došli su do četvrtine završnice gdje je u dvama susretima bolja bila Slavija iz Sarajeva. 1938./39. su zauzeli 10. mjesto u ligi od 12 klubova. U Srpskoj ligi natjecali su se dvaput. 1939./40. bili su 5. od 10 klubova a 1940./41. bili su 8. od 10 klubova.
Kiril Simonovski je najpoznatiji igrač iz ovog kluba. Za drugog svjetskog rata igrao je za Bugarsku pod imenom Kiril Simeonov. Gragjanski je ojačao bugarsku reprezentaciju s još nekoliko svojih igrača. To su bili: Todor Atanaskov, Stojan Bogoev, Atanas Lukov, Blagoj Simeonov, Bogdan Vidov i Ljuben Janev.